# Asian Academy of Aeronautics
A Asian Academy of Aeronautics (AAA) é uma Escola de Aviação Civil, localizada no Aeroporto Internacional de Gan, Atol Addu, nas Maldivas.
Foi fundada em 2008 no Sri Lanka, abrindo suas portas em 2010 como a primera escola de aviação a operar nas Maldivas. A escola é acreditada pela Organização de Aviação Civil Internacional (OACI) e pelo Departamento de Aviação Civil das Maldivas. A AAA ministra treinamento de voo para pilotos profissionais.
Antes da abertura da AAA, o treinamento de voo dos maldivos era conduzido principalmente nos Estados Unidos.
Os graduados da AAA recebem uma licença compatível com a da JAA que é reconhecida pelos estados membros da OACI.